# 学甲慈済宮葉王交趾焼文化館
学甲慈済宮葉王交趾焼文化館（がっこうじさいきゅうはおうこうちやきぶんかかん）は、台湾台南市学甲慈済宮に属している文物展示施設である。
展示されているのは、慈済宮が長年にわたり建築に伴って収蔵、保存してきた文物であり、その中には国宝級の文物と指定されている交趾焼も含まれている。

## 交趾焼と台湾の廟宇の繋がり
嘉慶・道光年間、中国大陸の沿岸部で泥塑建築などの工芸に従事していた職人たちは、避難や理想的な生活を求めて台湾に渡った。
この時期、台湾では交趾焼が非常に盛んとなった。
また、各地の先住民が定住した後、心の安らぎを求めて廟宇を次々と建設したため、交趾焼の工芸が廟宇に溶け込み、多くの交趾焼の工芸職人や作品が登場した。
交趾焼は主に廟宇の屋根や壁の装飾として用いられている。廟宇における交趾焼のテーマは、多くの場合、歴史上の人物や神祇を描いたもので、神祇の造形も含まれる。
また、作品の語呂合わせを利用して吉祥の意味を表現する場合もあり、さらに人々を励ます故事や典故が題材とされることもある。

## 根源
学甲慈済宮は清康熙四十年（1701年）に初めて創建され、清咸豊十年（1860年）に学甲各地の紳士たちの提案により、慈済宮の再建計画が確立していた。
こうして資金を集めて修復工事を始め、交趾陶の職人である葉王（本名：葉麟趾）を招き、廟宇の壁面や屋根などの装飾を施した。
1965年に再び修繕工程を始めていた。その後、文物の保護のために修復工事が二回行われた。
そのため、慈済宮内には多くの貴重な文物が保存されている。葉王の交趾焼と何金龍の剪黏工芸以外には、潘麗水の門神彩絵や、清乾隆9年（1744年）の「慈済宮縁業碑誌」など。
また、日本昭和4年（1929年）の「慈済宮沿革碑誌石碑」と、清咸豊、同治、光緒年間の扁額、柱の対聯などの文物がある。その中に、葉王の交趾焼の作品は200件もある。
だが、1980年12月2日から2夜連続で、慈済宮の交趾焼は何の理由もなく盗まれ、合計56件芸術品の被害に遭った。
文物が再び盗まれるのを防ぐため、学甲慈済宮は葉王の作品をすべて取り外して保存した。
さらに、嘉義の林光沂氏を招いて図面に基づき復元品を制作し、元葉王の交趾焼が放置していた場所で配置した。
1981年、廟宇中の貴重な文物を大切に保存するため、学甲慈済宮は廟宇の龍側に文化ビルを建設することを決めた。
また、信者と観光客たちに文物を観覧させるように、1983年に正式に使用を開始し、「慈済文化ビル」と名付けた。
展覧開始した後、二階の「行得館」は葉王の交趾焼作品を専門に収蔵。
2005年に修繕した後に「葉王交趾焼文化館」と改名した。
文化館には多くの精巧な交趾焼芸術作品が収蔵されており、交趾焼の制作過程が展示されると共に、葉王の生涯や事績も紹介されている。

## 失われてから取り戻した文物
学甲慈済宮は高額の懸賞金をかけて盗まれた交趾焼を捜索したが、盗難品の数が多いので、多数の文物が行方不明のままとなっている。
2003年、盗まれた交趾焼一部が海外の美術品オークションに出品されていた。

## 文物の重要性と修復
学甲慈済宮は創建から300年以上の歴史を持つ廟宇であり、その故、深い歴史的な背景がある。
さらに、地元の人々が力尽くして保護するため、数百件の歴史的な価値がある古い文物が保存されることができた。
咸豊年間の葉王の交趾焼や、日本統治時代昭和時期の何金龍の剪黏工芸や、二次大戦後潘麗水の門神彩絵や、銅山の木彫り師蘇水欽と黄良の彫刻など、様々な珍しい文物が含まれている。
その中で、最も貴重な収蔵品である葉王の交趾焼は、非常に深い芸術性を持ち、ほぼ失われかけていた工芸であった。
さらに学甲慈済宮が収蔵している葉王の交趾焼作品の中で、特に「爵位昇進」、「全境平安」、「羅漢尊者」は、文化部に指定された国宝級の文物である。
多数の葉王の交趾焼が国宝に指定されているものの、これらの文物と芸術品は初期に適切な保護を受けていなかったため、大部分が塩害を受けている。
そのため、中華民国中央政府が修復のために補助を行い、館内に保存されている国宝が長期間維持できるようにした。

## 画像

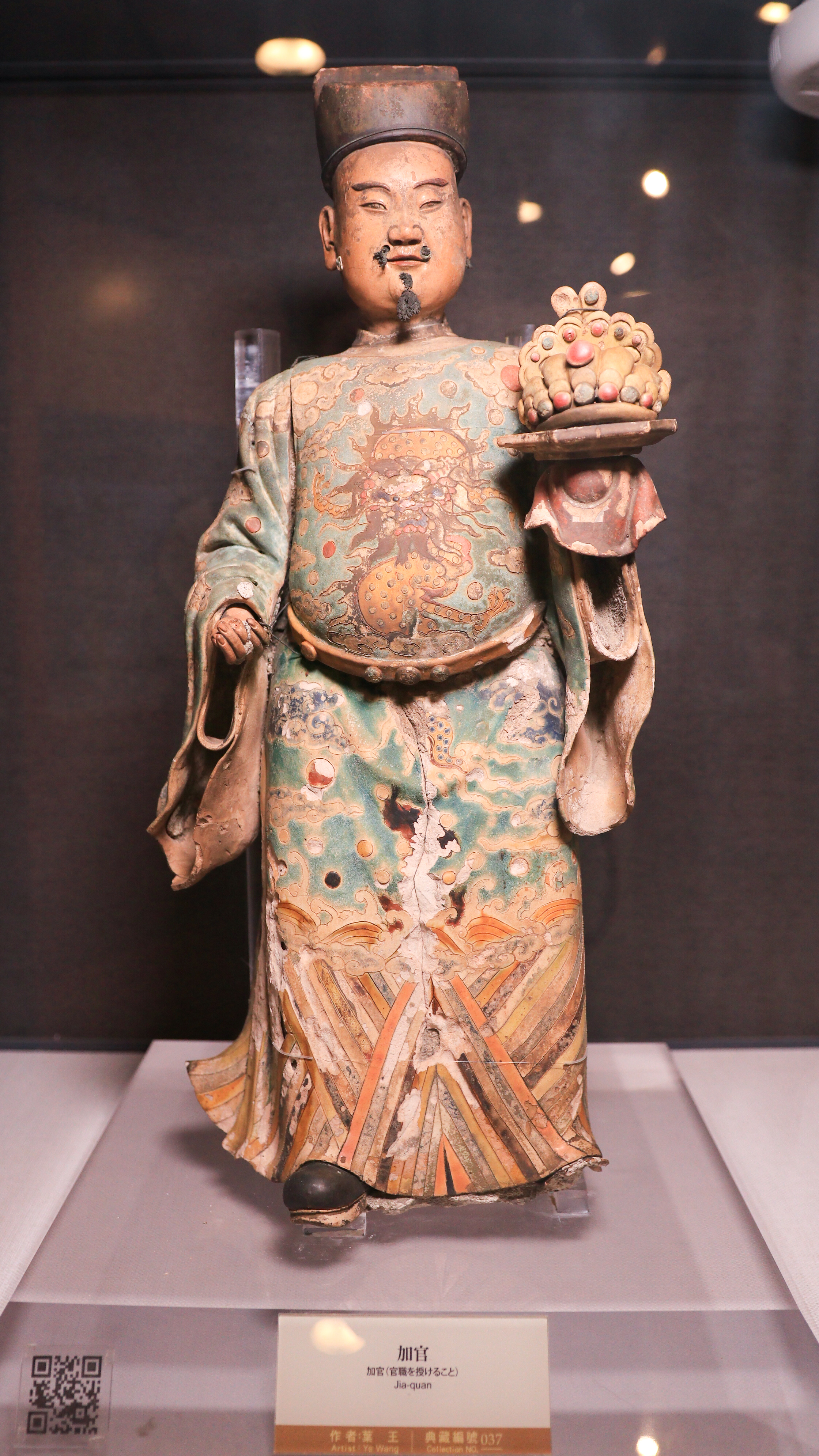
爵位
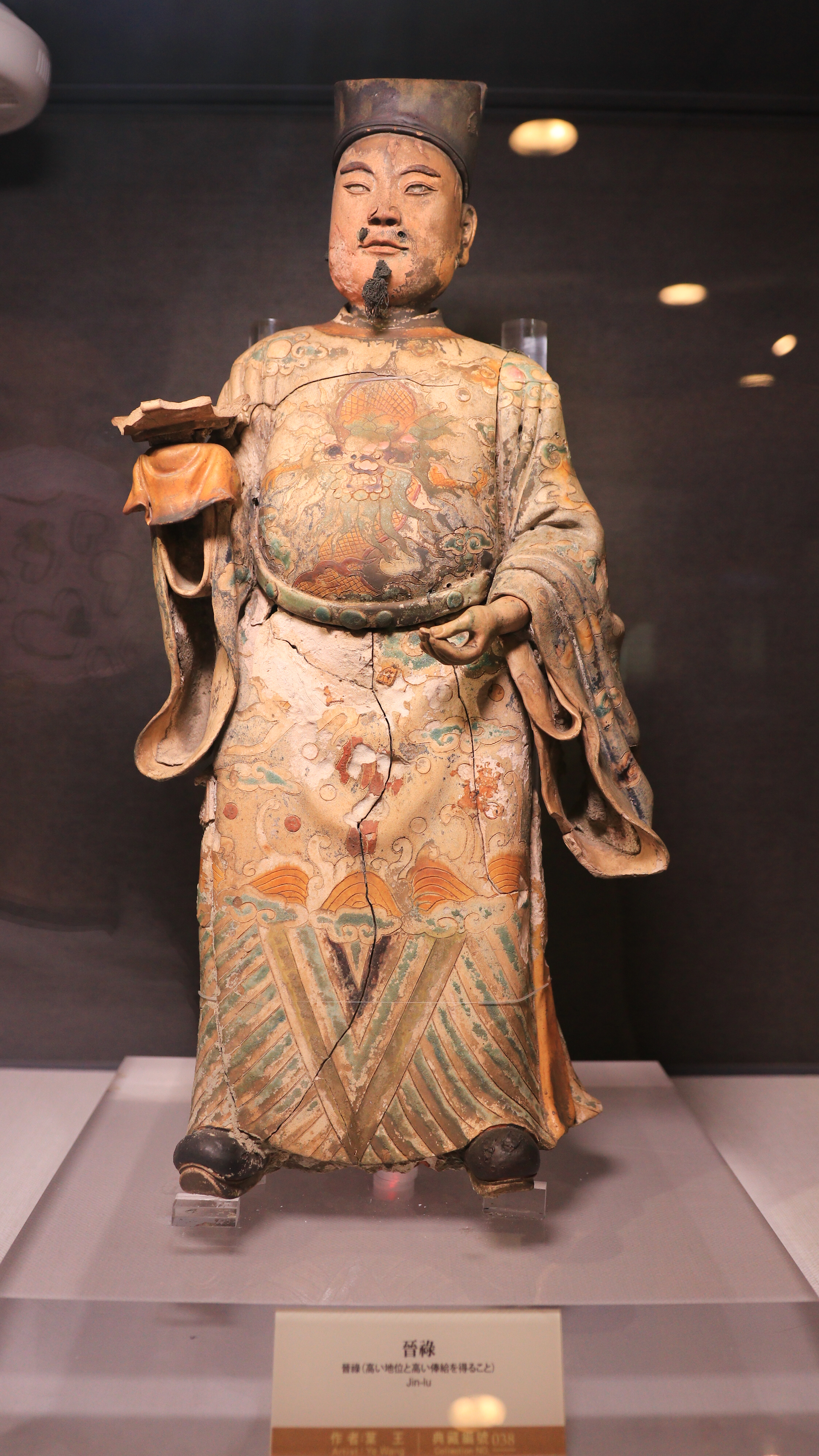
昇進
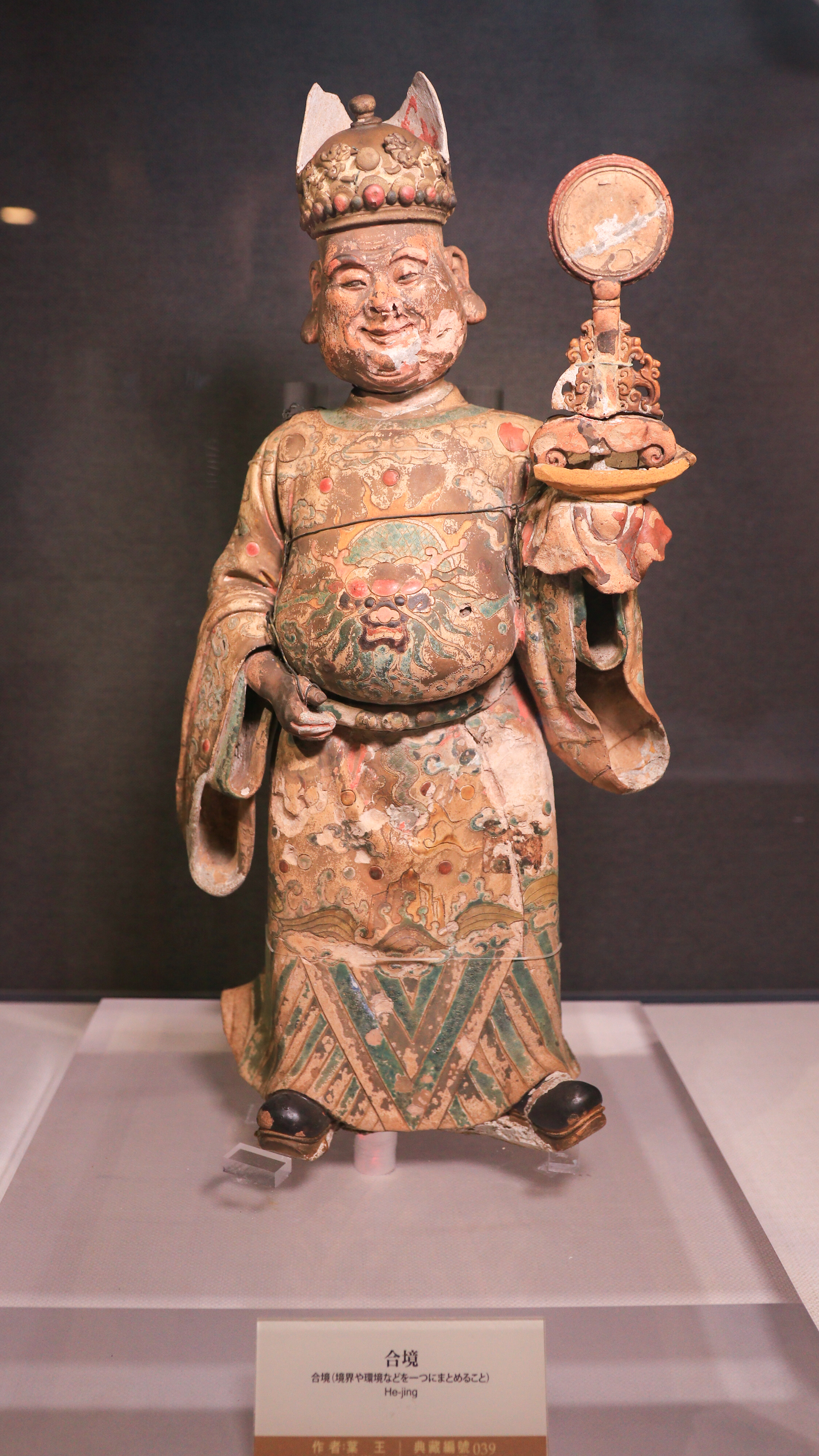
全境
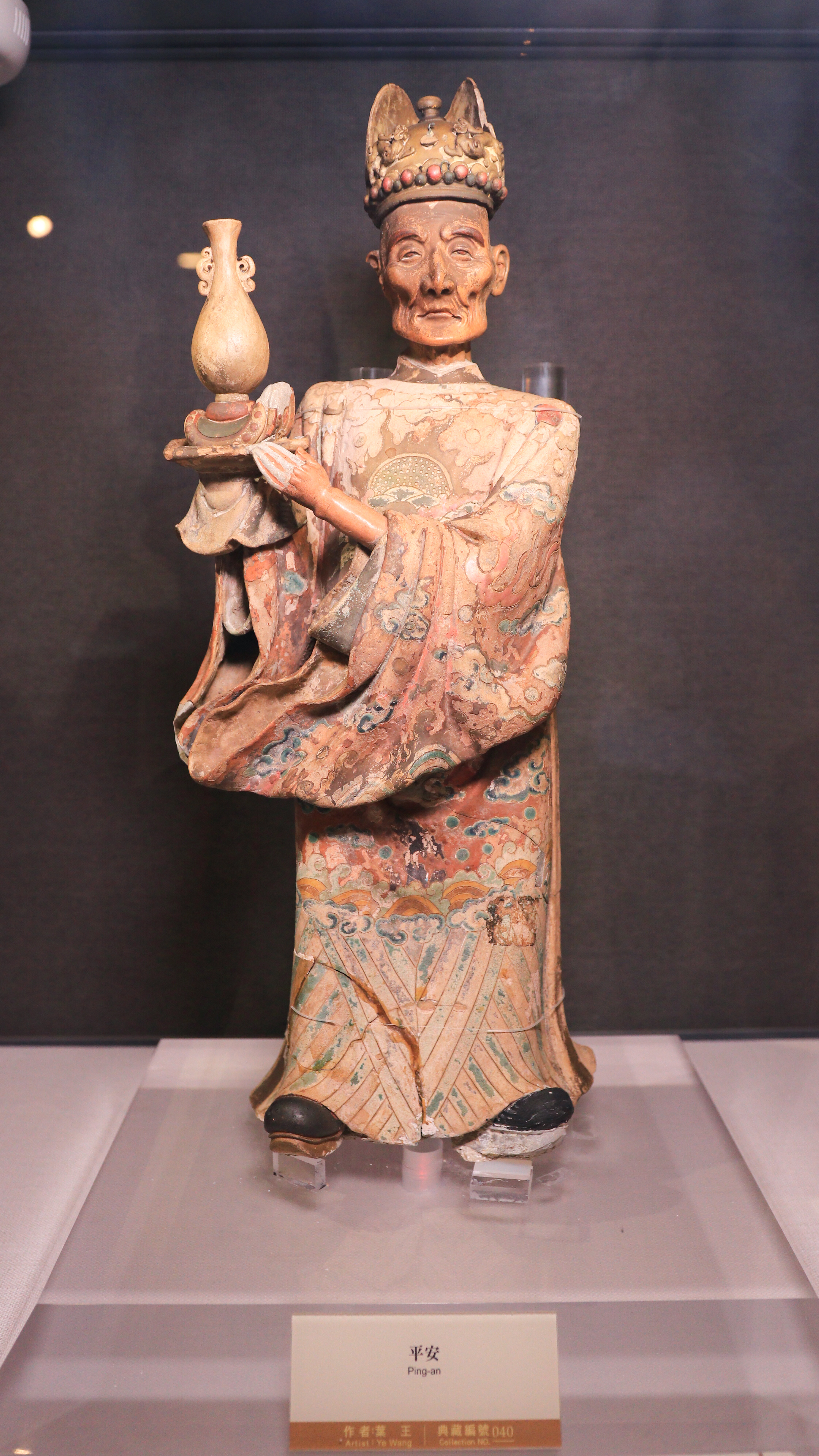
平安
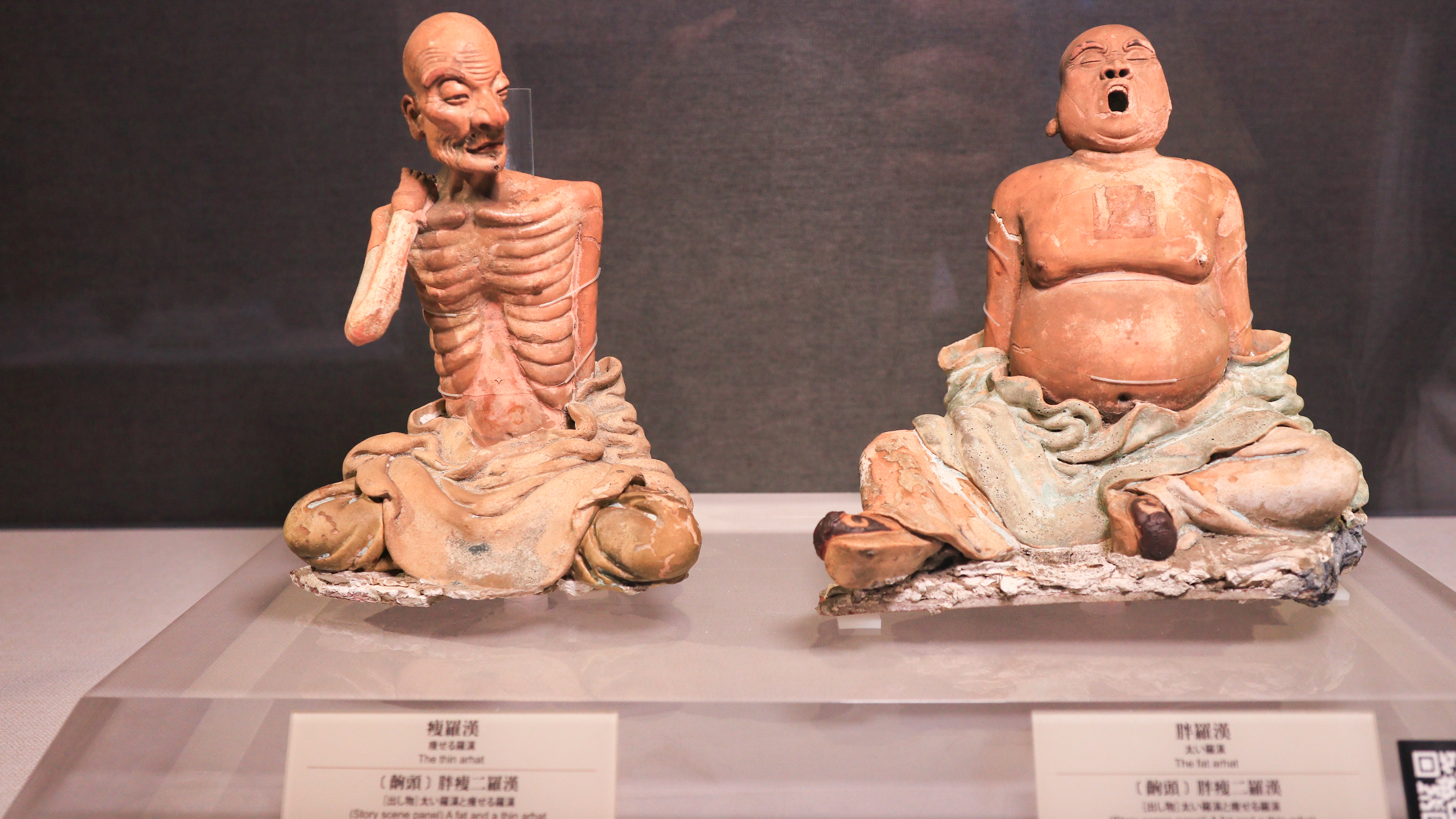
羅漢尊者